# 呂護
呂 護（りょ ご、? - 362年）は、五胡十六国時代に活動した群雄の一人。

## 生涯
元々は後趙に仕える将軍の一人であった。
350年2月、後趙の大将軍冉閔が皇帝石鑑や後趙の皇族を虐殺し、自ら帝位に即いて魏国を興した（冉魏の建国）。呂護は冉閔により征虜将軍に任じられた。
351年8月、呂護は平南将軍高崇と共に冉魏に反旗を翻し、洛州刺史鄭系を捕らえると、三河（河南郡・河内郡・河東郡）の地ごと東晋に帰順した。だが、すぐに心変わりして魯口に拠っていた後趙の旧将である王午・鄧恒を頼った。
352年4月、冉閔は前燕の輔国将軍慕容恪に敗れて捕らえられ、翌月には処刑された。7月、王午は冉閔の敗北を知ると、既に鄧恒が没していた事もあり、安国王を自称して明確に独立を宣言した。8月、慕容恪が五材将軍封奕・輔義将軍陽騖らと共に魯口へ侵攻してくると、王午は籠城を図ったが、10月に配下の将軍秦興により殺害された。呂護はすぐさま秦興を誅殺すると、王午の後を継いで安国王を自称し、以降は自ら魯口を統治した。
354年2月、慕容恪が呂護討伐を目論んで再び魯口へ軍を進め、城を包囲した。呂護は籠城を図るも、1月余りで陥落してしまった。その為、城を出て逃走を図ったが、前燕の前軍将軍悦綰より追撃を受けて軍は壊滅した。これによりその配下の大半は捕らえられてしまったが、自身はかろうじて野王へ逃げ果せた。その後、呂護は弟を鄴へ派遣して前燕に謝罪すると、慕容儁はこれを許して呂護を河内郡太守に任じ、野王の統治を認めた。
だが、この臣従はあくまで形式上のものに過ぎず、呂護はその後も二心を抱いており、同じ後趙の旧将である馮鴦とも結託し（馮鴦もまた前燕に帰順して京兆郡太守に任じられていたが、実質的に上党で自立していた）、共に密かに東晋と内通していた。慕容儁もまた彼に対する警戒を解く事は無く、隙あらば野王を攻略せんと考えていた。
358年3月、馮鴦が前燕の輔弼将軍慕容評の攻撃を受けると、呂護のいる野王へ亡命してきた。
361年2月、後趙の旧将である高昌が前燕の攻撃により敗死すると、呂護はその領民を傘下に取り込むと共に、東晋へ使者を派遣して改めて帰順の意思を伝えた。これにより東晋朝廷より前将軍・冀州刺史に任じられた。呂護は東晋軍を自領へ迎え入れ、その兵力をもって前燕の首都である鄴を急襲せんと目論んだ。
3月、呂護の計画は前燕に露見してしまい、前燕の輔国将軍慕容恪は5万の兵を率いて呂護の討伐に向かい、冠軍将軍皇甫真・護軍将軍傅顔らもまたこれに従軍した。前燕軍が野王に到着すると、呂護は籠城の構えを取ったので、慕容恪らは城を包囲して長期戦の構えを取った。
8月、数カ月に渡る包囲により追い詰められた呂護は、配下の張興に精鋭7千を与えて突撃させたが、傅顔により撃退されて張興は戦死した。食糧が尽きた呂護は皇甫真の陣営へ夜襲を仕掛けたが、皇甫真はこれを予期して警戒を強化しており、突破する事が出来なかった。さらに、この隙を突いた慕容恪により攻撃を受け、呂護の将兵は大半が死傷してしまい、呂護は妻子を棄てて滎陽へ逃走した。これにより野王は陥落した。呂護の参軍梁琛は慕容恪により中書著作郎に抜擢された。
10月、呂護は再び前燕に謝罪して帰順を請うた。前燕皇帝慕容暐はこれを認め、広州刺史・寧南将軍に任じて以前通りに遇した。
362年1月、呂護は前燕の将軍として東晋領の洛陽攻略を命じられ、護軍将軍傅顔と共に河陰へ進軍した。2月、傅顔は途中で軍を反転させて勅勒攻撃に向かったが、呂護は小規模な砦を攻め落としながら単独で侵攻を続け、洛陽へ迫った。3月、呂護の襲来により、洛陽の守将である東晋の輔国将軍・河南郡太守戴施は大いに恐れて宛へ逃走し、同じく洛陽の守将である冠軍将軍陳祐は東晋朝廷へ救援を要請した。5月、東晋の大司馬桓温は北中郎将庾希と竟陵郡太守鄧遐に3千の水軍を与えて洛陽救援に向かわせた。
7月、救援軍の到来により呂護は小平津まで軍を退いたが、流れ矢に当たって戦死してしまった。